# Camino Tassajara
Camino Tassajara es un lugar designado por el censo ubicado en el condado de Contra Costa en el estado estadounidense de California. En el año 2010 tenía una población de 2,197 habitantes.

## Geografía
Camino Tassajara se encuentra ubicado en las coordenadas 37°47′45″N 121°13′8″O / 37.79583, -121.21889.